# Alpeñés
Alpeñés – gmina w Hiszpanii, w prowincji Teruel, w Aragonii, o powierzchni 28,62 km². W 2011 roku gmina liczyła 25 mieszkańców.